# سكوت أندرسون (لاعب دوري الرغبي)
سكوت أندرسون (بالإنجليزية: Scott Anderson)‏ هو لاعب دوري الرغبي أسترالي، ولد في 8 يناير 1986 في Nambour ‏ في أستراليا.